# Jean-Louis Ravelomanantsoa
Jean-Louis Ravelomanantsoa (* 30. März 1943 in Antananarivo; † 27. September 2016 in Lyon, Frankreich) war ein madagassischer Sprinter.
Bei den Olympischen Spielen 1964 in Tokio schied er über 100 und 200 Meter im Vorlauf aus. 1965 gewann er bei den Afrikaspielen in Brazzaville Bronze über 200 Meter.
Bei den Olympischen Spielen 1968 in Mexiko-Stadt wurde er Achter über 100 Meter. Über 200 Meter kam er nicht über die erste Runde hinaus. 1970 gewann er bei der Universiade Bronze über 100 Meter.
1972 erreichte er bei den Olympischen Spielen in München über 100  das Halbfinale und schied in der 4-mal-100-Meter-Staffel im Vorlauf aus.
1971 wurde er US-Hallenmeister über 60 Yards.

## Persönliche Bestzeiten
- 100 m: 10,18 s, 13. Oktober 1968, Mexiko-Stadt (nationaler Rekord)
- 200 m: 20,6 s, 20. Mai 1972, San Diego